# Holger Kempkens
Holger Kempkens (* 1971) ist ein deutscher Kunsthistoriker und Museumsdirektor.

## Leben
Kempkens studierte Kunstgeschichte, Historische Geographie und Denkmalpflege/Bauforschung an den Universitäten Bonn und Bamberg und wurde über die Kirche des Zisterzienserklosters Marienfeld und die Schlosskapelle in Rheda promoviert. 2007 bis 2010 war er als Kurator im LWL-Landesmuseum für Klosterkultur in Kloster Dalheim und von 2010 bis 2012 beim Bistum Münster angestellt. Es folgte die Leitung des Bamberger Diözesanmuseums von 2012 bis 2020, bevor er in der Nachfolge von Christoph Stiegemann die Leitung des Erzbischöflichen Diözesanmuseums Paderborn übernahm. 2025 wurde er zum ordentlichen Mitglied der Historischen Kommission für Westfalen gewählt.
Holger Kempkens veröffentlicht rege und über Gattungsgrenzen hinweg zur Kunst und Architektur des Mittelalters.

## Schriften (Auswahl)
- Die Chorverglasung der Herrenleichnam-Kirche zu Köln. Ein Rekonstruktionsversuch. In: Kölner Domblatt 59 (1994), S. 177–192.
- Meister Tilman und der Schnitzaltar von St. Kunibert in Köln. In: Wallraf-Richartz-Jahrbuch 58 (1997), S. 31–73.
- mit Jutta Prieur, Reinhard Karrenbrock: Jerusalem in Wesel. Die große Kalvarienbergstiftung des Kaufmanns Hermann Saelen (= Studien und Quellen zur Geschichte von Wesel. Band 21). Wesel 1998.
- Das spätgotische Chorgestühl der Kölner Kreuzbrüderkirche. Welt der Heiligen und Narren. In: Ulrich Krings, Wolfgang Schmitz, Hiltrud Westermann-Angerhausen (Hrsg.): Thesaurus Coloniensis. Beiträge zur mittelalterlichen Kunstgeschichte Kölns. Festschrift für Anton von Euw (= Veröffentlichungen des Kölnischen Geschichtsvereins. Band 41). Köln 1999, S. 309–340.
- Mitarbeit: Die Macht des Wortes. Benediktinisches Mönchtum im Spiegel Europas. 2 Bände. Schnell & Steiner, Regensburg 2009.
- Abtei Marienfeld (= Westfälische Kunststätten. Band 110). Münster 2011.
- Die mittelalterlichen Klausurbauten des Zisterzienserklosters Hardehausen. In: Elizabeth den Hartog, Klaus Gereon Beuckers (Hrsg.): Kirche und Kloster, Architektur und Liturgie im Mittelalter. Festschrift für Clemens Kosch zum 65. Geburtstag. Regensburg 2012, S. 175–194.
- mit Peter Bolg: Mittelalterliche Goldschmiedetechniken. In: Olaf Siart (Hrsg.): Goldene Pracht. Mittelalterliche Schatzkunst in Westfalen. Ausstellungskatalog. München 2012, S. 86–93.
- Der Gebrauch der Goldschmiedekunst in der Liturgie. In: Westfalen. Hefte für Kunst, Geschichte und Volkskunde 91 (2013), S. 57–85.
- mit Norbert Jung (Hrsg.): 1000 Jahre Kloster Michaelsberg Bamberg 1015–2015. Im Schutz des Engels. Ausstellungskatalog. Michael Imhof Verlag, Petersberg 2015.
- Der Paderborner Dom im Kontext der Sakralbauten von Mitgliedern der Edelherrenfamilie zur Lippe. In: Christoph Stiegemann (Hrsg.): Gotik. Der Paderborner Dom und die Baukultur des 13. Jahrhunderts in Europa. Ausstellungskatalog. Michael Imhof Verlag, Petersberg 2018, S. 216–231.
- mit Norbert Jung (Hrsg.): Die Bamberger Kaisergewänder unter der Lupe. Methoden und Ergebnisse der aktuellen Forschungen. 1000 Jahre Weihe von St. Stephan in Bamberg. Ausstellungskatalog. Schnell & Steiner, Regensburg 2021.
- Die Rezeption der kölnisch-niederrheinischen Spätromanik in der zeitgenössischen Baukunst Westfalens. In: Klaus Gereon Beuckers, Cornelius Hopp (Hrsg.): Die kölnisch-niederrheinische Spätromanik. Neue Aspekte eines Forschungsfeldes hochmittelalterlicher Architektur. Böhlau, Köln 2024, S. 233–246.
- mit Christiane Ruhmann (Hrsg.): Corvey und das Erbe der Antike. Kaiser, Klöster und Kulturtransfer im Mittelalter. Ausstellungskatalog. Michael Imhof Verlag, Petersberg 2024.